# Universität Paris VII
Die Universität Paris VII, auch Université Paris Diderot, war eine staatliche Hochschule in Paris. Die Universität wurde 1971 gegründet und nahm im Jahre 1994 den Namen des Aufklärers Denis Diderot an, um ihre pluridisziplinäre Ausrichtung zu akzentuieren. Bis 2007 war der Hauptcampus Campus de Jussieu im 5. Arrondissement. Ab Januar 2007 zog die Universität nach und nach komplett auf einen neuen Campus links der Seine im 13. Arrondissement bei der Bibliothèque François Mitterrand um.
Seit Anfang 2019 ist die Universität zusammen mit der Universität Paris V zur Université Paris Cité fusioniert.

## Namhafte Alumni

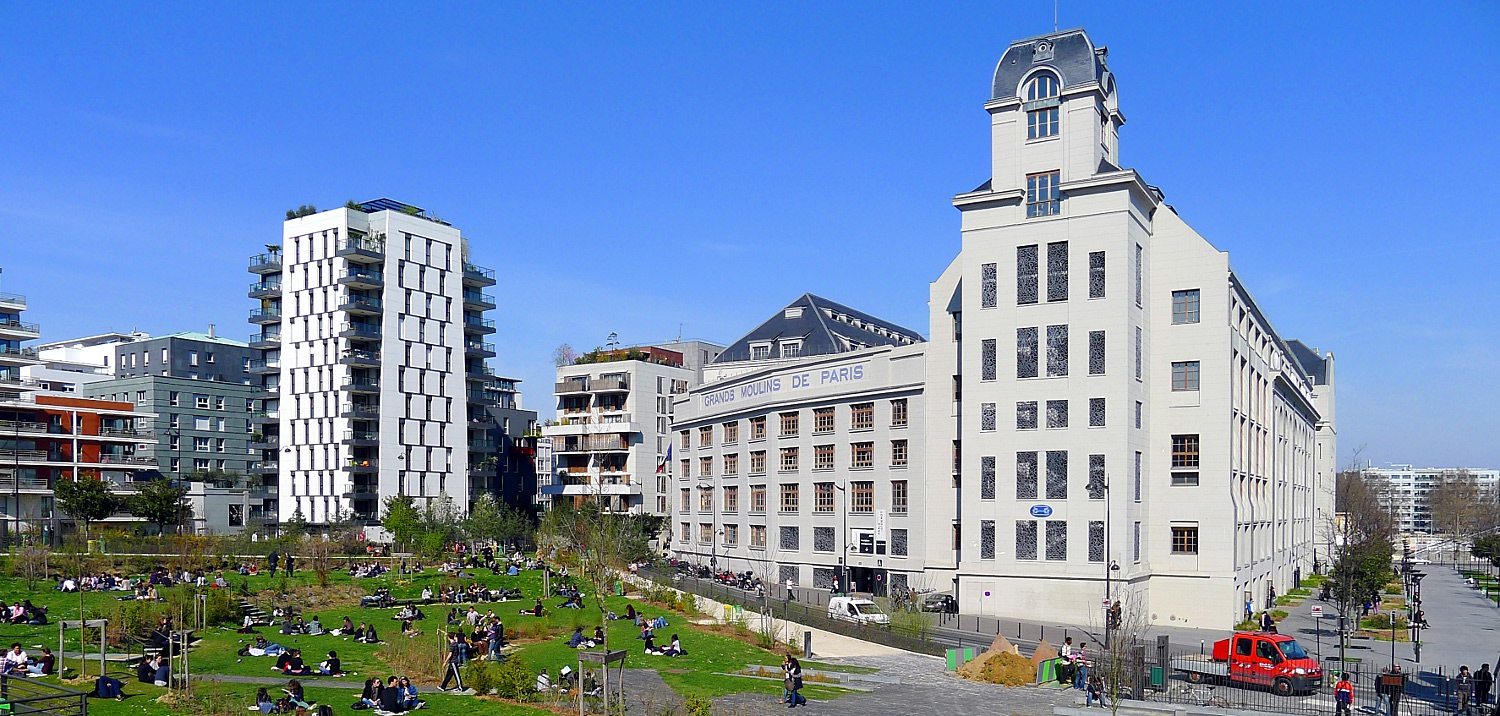
Die Moulins mit Park, wo zuletzt die Universität untergebracht war

- Claude Allègre (1937–2025), französischer Politiker
- Jean Claude Ameisen (* 1951), französischer Biologe und Forscher
- André Brahic (1942–2016), französischer Astronom und Physiker
- Vincent Courtillot (* 1948), französischer Geophysiker
- Pierre Fédida (1943–2002), französischer Psychoanalytiker
- Luc Ferry (* 1951), französischer Politiker
- Abdou Hamani (* 1942), nigrischer Sprachwissenschaftler und Politiker
- François Jullien (* 1951), französischer Philosoph und Sinologe
- Julia Kristeva (* 1941), französische Philosophin und Schriftstellerin
- Dominique Lecourt (1944–2022), französischer Philosoph
- Pierre Léna (* 1937), französischer Astrophysiker
- Benny Lévy (1945–2003), Philosoph und Schriftsteller
- Aïssata Moumouni (1939–2021), nigrische Pädagogin und Politikerin
- Igor Ustinov (* 1956), französisch-schweizerischer Bildhauer und Biologe

## Namhafte Professoren

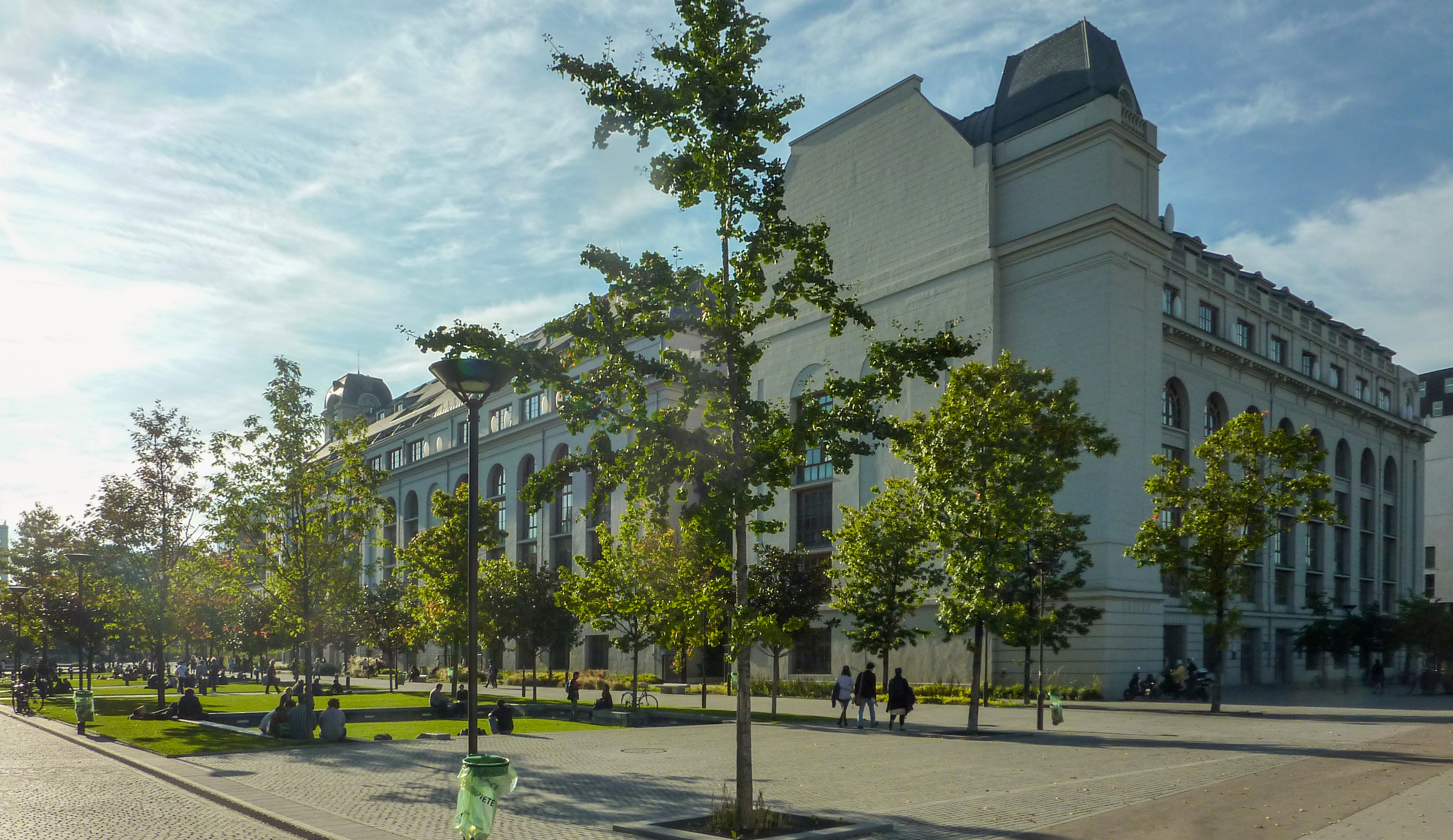
L'esplanade Pierre Vidal-Naquet bei den Grands Moulins de Paris, Stammgelände der Universität

- Jaak Aaviksoo (* 1954), estnischer Wissenschaftler und Politiker
- Jean Bernard
- Guy Bois (1934–2019), französischer Historiker und Mediävist
- Marcel Bénabou (* 1939), französischer Althistoriker und Schriftsteller
- Bernard Cerquiglini (* 1947), französischer Sprachwissenschaftler
- Jean Dausset (1916–2009), französischer Mediziner und Hämatologe
- Jean Duvignaud
- Dominique Lecourt (1944–2022), französischer Philosoph und Professor
- Gérard Namer
- Jean-Michel Savéant
- George Fitzgerald Smoot (* 1945), US-amerikanischer Astrophysiker und Nobelpreisträger
- Rita Thalmann (1926–2013), französische Historikerin